# Bandera de Nueva Gales del Sur
El diseño actual de la bandera de Nueva Gales del Sur fue adoptado oficialmente por el gobierno de Nueva Gales del Sur en 1876.
La bandera es una enseña azul británica cargada con la insignia del estado de Nueva Gales del Sur en la parte central. Esta insignia es un disco blanco con la cruz de San Jorge, en cuyo centro aparece un león de oro pasante leopardado y en cada brazo de la cruz, una estrella de ocho puntas de oro.
Esta bandera fue adoptada debido a las críticas del Almirantazgo británico a causa de que el anterior diseño era demasiado similar al de la bandera de Victoria.
La insignia del estado fue diseñada por el arquitecto James Barnet y el capitán Francis Hixson, un oficial jubilado de la Marina Real. Aunque carece de significado para el diseño que se le dio, es tal vez una versión simplificada de lo que fue el escudo de armas semioficial de Nueva Gales del Sur en ese momento.

## Banderas anteriores
La primera bandera de Nueva Gales del Sur se aprobó cerca de 1867. Era también una enseña azul británica con las letras "NSW" en blanco situadas en el centro. La bandera fue una respuesta a la aprobación de la Ley de Defensa Naval Colonial Británica de 1865 en el que todos los buques coloniales debían "llevar la Enseña Azul con el sello o distintivo de la colonia en el centro del mismo".

Nueva Gales del Sur aprueba una segunda bandera en 1870 y es casi idéntica a la de Victoria. Era también una enseña azul británica con la "Insignia del Gobernador", ubicada en el centro. La insignia era la Cruz del Sur y una corona imperial, situada por encima. La diferencia entre esta insignia y el de la bandera de Victoria fue que las estrellas eran de oro y variaban de cinco a nueve puntas, con cada estrella apuntando una de ellas a la parte inferior de la bandera.

Bandera de Nueva Gales del Sur (1867-1870)
Bandera de Nueva Gales del Sur (1870-1876)
Bandera de Nueva Gales del Sur (1876-Actualidad)
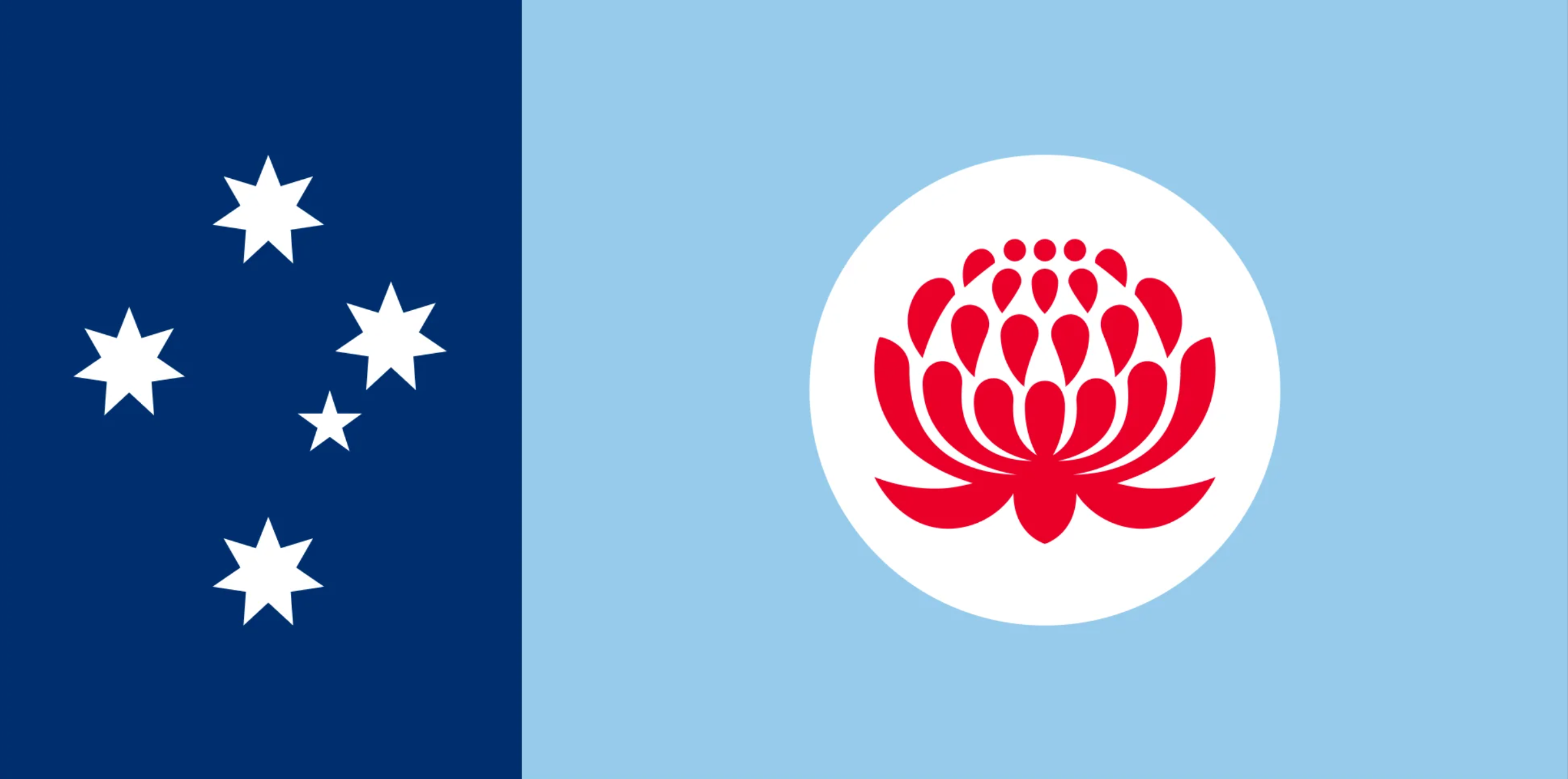
Primera bandera propuesta en 1996 por Flags for Australia
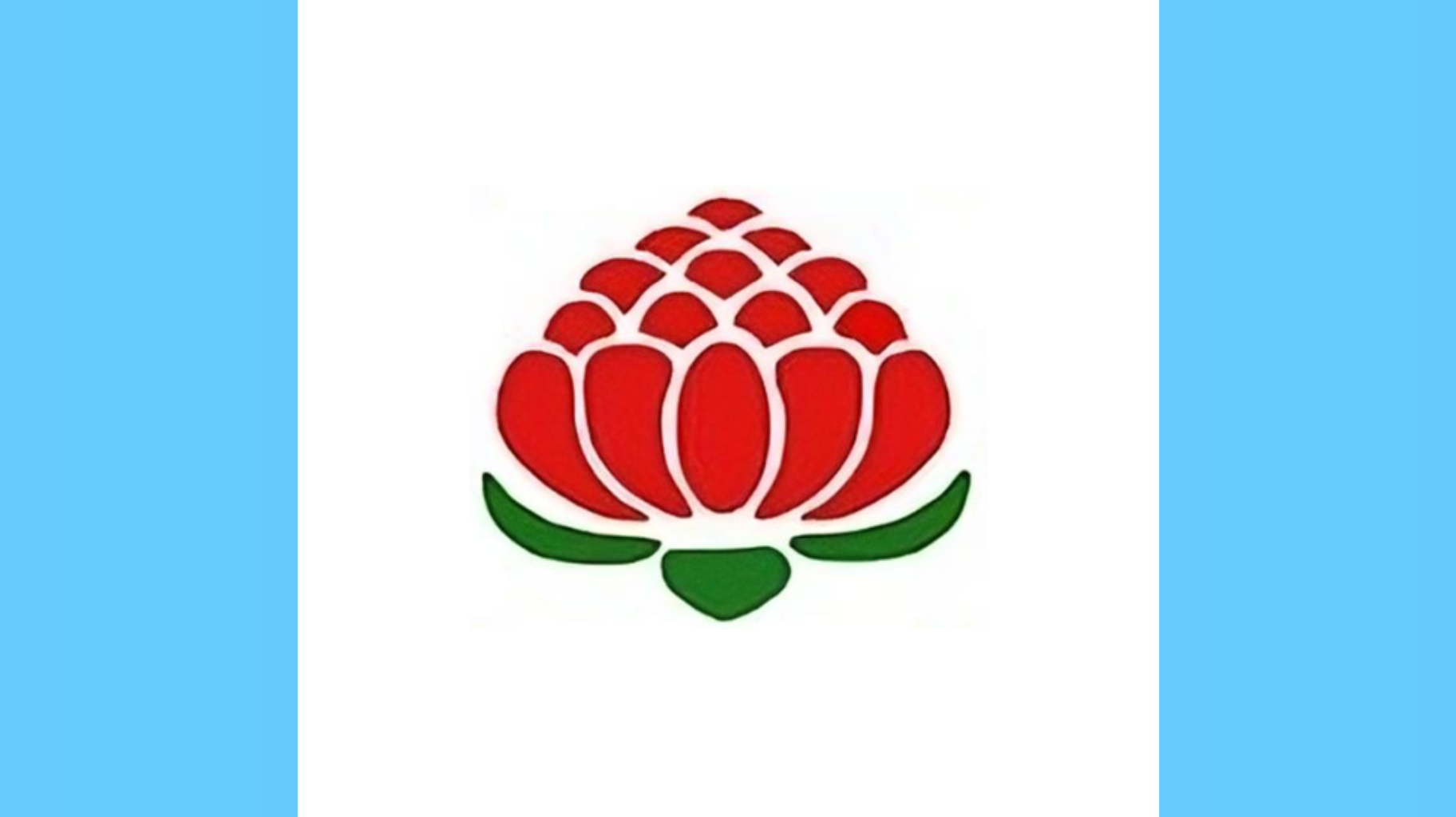
Segunda bandera propuesta en 1996 por Flags for Australia